# Transjordanie (région)
Pour les articles homonymes, voir Transjordanie.

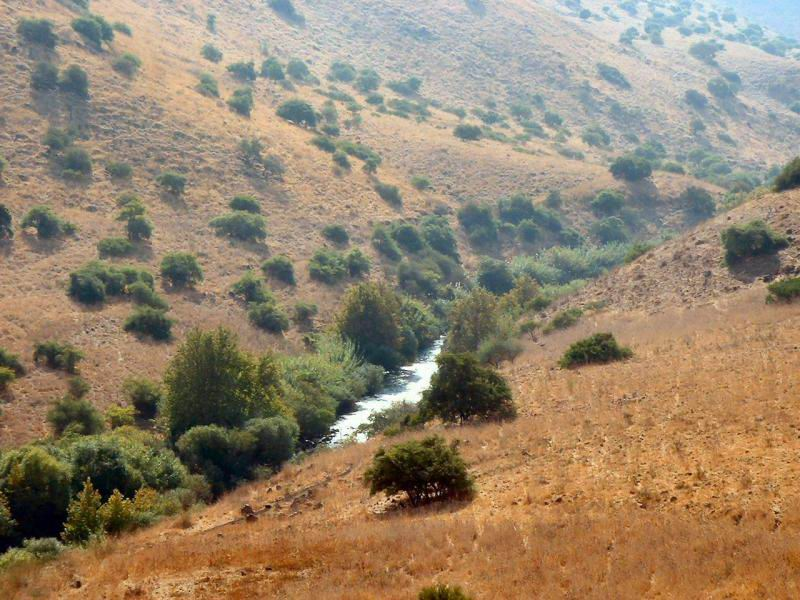
Le Jourdain, limite occidentale de la Transjordanie.

La Transjordanie est une région située à l’est de la vallée du Jourdain, du bassin de la mer Morte et de la Arabah. Elle s’étend du mont Hermon au nord, au golfe d'Aqaba au sud. C’est une région essentiellement située dans l’actuelle Jordanie. 
Dans la Bible, elle est appelée la région « au-delà du Jourdain ». C’est là que sont installées la demi-tribu de Manassé et les tribus de Gad et de Ruben. À l’âge du fer, la région est dominée par les royaumes d’Ammon, de Moab et d’Édom. Durant la période des rois en Israël, elle est sous la domination du royaume de Samarie mais elle est conquise par le roi d'Aram-Damas, Hazaël, qui l'emporte contre le roi de Samarie, Jéhu.
Pendant les Croisades, la Seigneurie d'Outre-Jourdain est établie en Transjordanie méridionale.

## Étymologie
Le mot « Transjordanie » est composé du préfixe latin trans-, « au delà de », et de Jordanie (dérivé du mot Jourdain). Il s'oppose à la « Cisjordanie », dont l'étymologie signifie « en deçà du Jourdain ».